# Prinsengracht 579

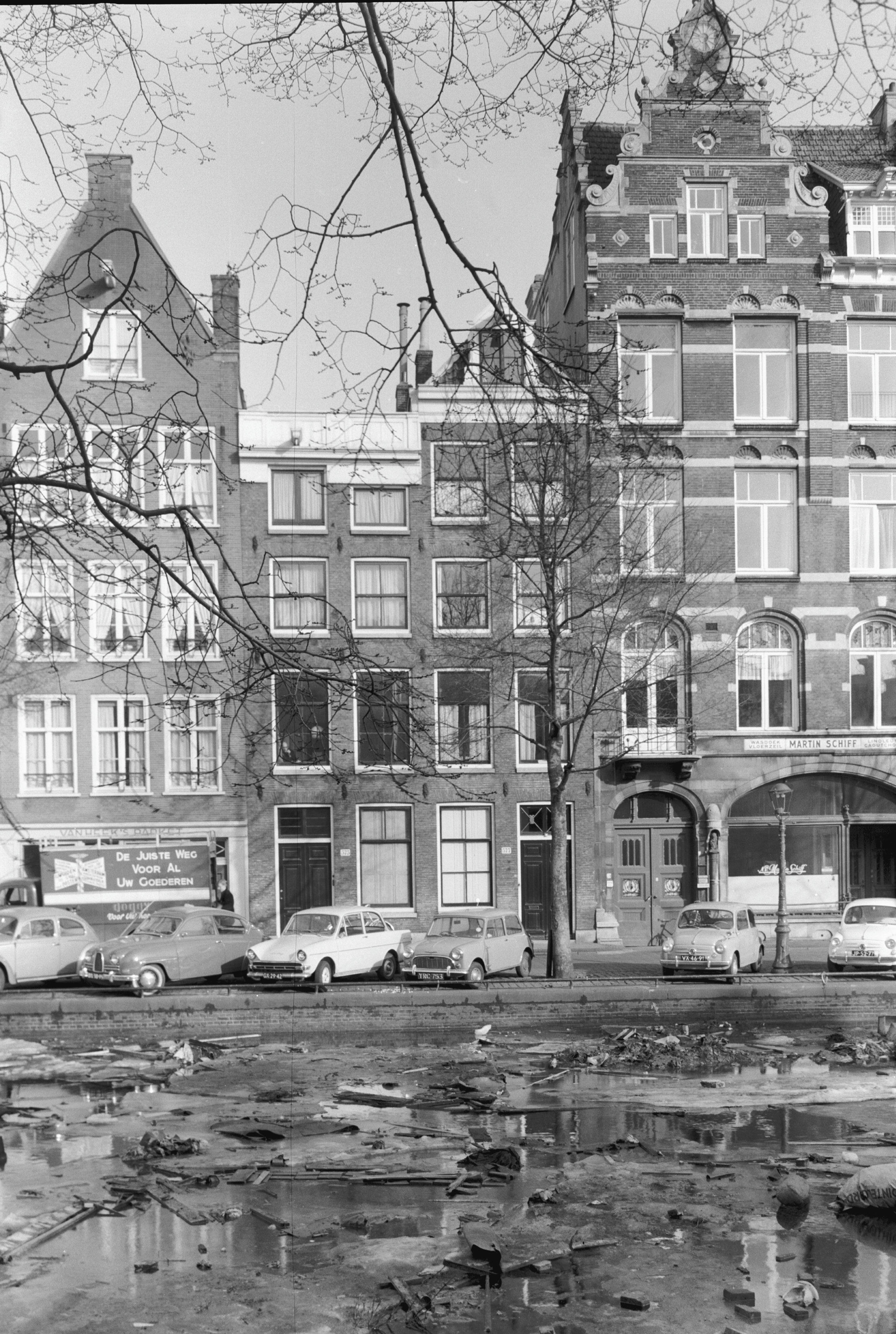
Voorgevel 579 uiterst rechts in 1962

Prinsengracht 579 is een bedrijfsgebouw aan de Prinsengracht in Amsterdam-Centrum.

## Inleiding
De Prinsengracht werd in gedeelten aangelegd en volgebouwd in de 17e eeuw. De stad Amsterdam was toen het Singel overgestoken en voordat de Jordaan werd gebouwd, was het de buitengrens van bebouwing. Die historie houdt dan ook in dat de oorspronkelijke bebouwing (grotendeels) is afgebroken dan wel afgebrand om plaats te maken voor nieuwbouw, waarbij soms deze cyclus weer herhaald werd. Huisnummer 57+ is gesitueerd aan de oostelijke gevelwand tussen de Runstraat en Leidsegracht.

## Gebouw
De nieuwbouwcyclus geldt zeker voor gebouw Prinsengracht 579. Tot in de jaren negentig van de 19e eeuw stonden hier grachtenpanden, pakhuizen, etc. In 1894 vond een onderhandse aanbesteding plaats voor het bouwen van een koek- en banketfabriek voor B.J. Lindeboom, destijds woonachtig in Nieuwer Amstel. 
Het gebouw paste voor wat betreft voorgevel in de wand van relatief smalle gevels, maar het gebouw loopt door tot in de tuinen aan de Keizersgracht en loopt ook achter haar buurpanden door. Kuiper liet het dak aan de Prinsengracht afsluiten met twee trapgevels en een siergevel wel in de vorm van een  trap, maar de treden waren versierd met klauwstukken, rolwerk, pirons en klok. Die sierlijke gevel werd vermoedelijk in de jaren tachtig van de 20e eeuw vervangen door (opnieuw) een trapgevel; de onderste klauwstukken bleven daarbij bewaard, net als het raampje in dat geveldeel.
Later werd het gebouw toch een gemeentelijk monument (nummer 208039) ondanks dat het niet meer in originele staat is. Het gebouw valt tussen de grachtenpanden op vanwege haar natuurstenen ondergevel. In de staanders van die gevel zijn kleine ornamenten aangebracht.
Het gebouw heeft in wezen altijd tot bedrijfspand gediend; zo had Christofori er een showroom. In 2025 zit er een antiquair op de begane grond.
De ondergevel lijkt een opstapje richting gebouw Prinsengracht 581-583.

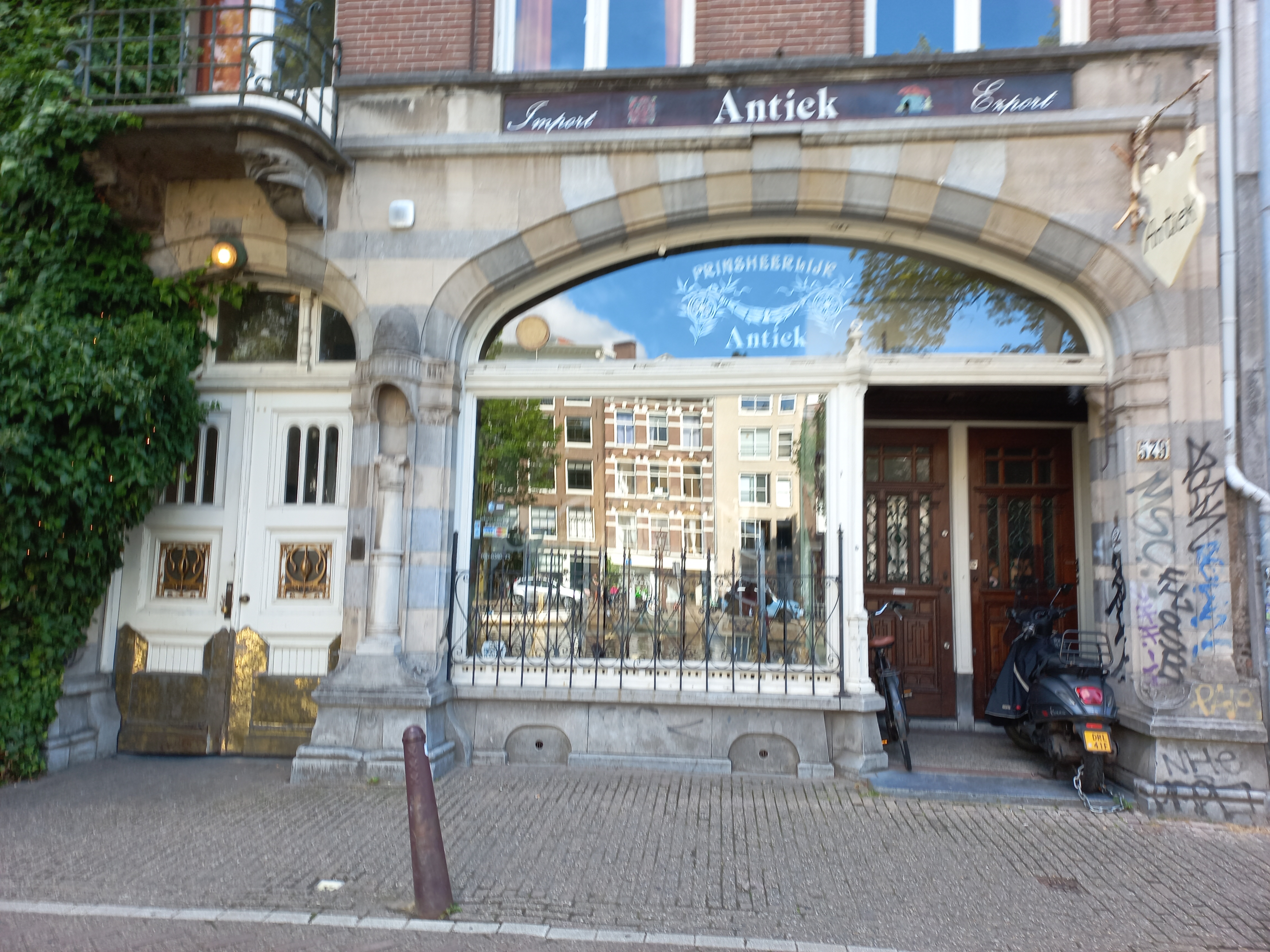
Pui (juli 2025)